# Contropis tagana
Contropis tagana là một loài bướm đêm trong họ Geometridae.